# Tannbach – Schicksal eines Dorfes
Der sechsteilige ZDF-Fernsehfilm Tannbach – Schicksal eines Dorfes handelt in zwei Staffeln von dem fiktiven Dorf „Tannbach“ an der bayerisch-thüringischen Grenze und seiner Entwicklung nach dem Ende des Zweiten Weltkriegs. Da das Dorf teils im „Osten“ und teils im „Westen“ liegt, weil der Tannbach zur Grenze erklärt wurde, findet sich in ihm das Schicksal der Bevölkerung des geteilten Deutschlands zur Zeit des Kalten Krieges wieder. Reales Vorbild für „Tannbach“ war das Dorf Mödlareuth.

## Handlung

### Staffel 1
Der erste Teil Der Morgen nach dem Krieg (Erstausstrahlung am 4. Januar 2015) handelt von den letzten Kriegstagen und von der Eroberung durch US-amerikanische Truppen. Am Ende des Filmes wird Tannbach vollständig von den Sowjets übernommen.
Der zweite Teil Die Enteignung (Erstausstrahlung am 5. Januar 2015) handelt von der Zeit der sowjetischen Besatzung, bis schließlich durch die Potsdamer Konferenz das Dorf in einen sowjetischen und einen US-amerikanischen Teil aufgeteilt wird, ebenso wie Deutschland, Berlin und Mödlareuth. Es fällt das Wort Klein-Berlin.
Der dritte Teil Mein Land, dein Land (Erstausstrahlung am 7. Januar 2015) handelt von der Zeit der endgültigen Teilung des Dorfes im Jahr 1952. Seine Bewohner leben jetzt in zwei Staaten.

### Staffel 2
Der vierte Teil Schatten des Krieges (Erstausstrahlung am 8. Januar 2018) handelt vom beginnenden Kalten Krieg, der Aufrüstung und wie die letzten Bauernhöfe im „sozialistischen Frühling“ 1960 zwangskollektiviert wurden.
Der fünfte Teil Frieden aus Stein (Erstausstrahlung am 10. Januar 2018) spielt 1961 und erzählt von Ereignissen im Jahr des Mauerbaus.
Der sechste Teil Traum von Frühling (Erstausstrahlung am 11. Januar 2018) spielt während des Prager Frühlings im Jahre 1968. Die Ereignisse werden auch in Ost-Tannbach verfolgt.

## Hintergrund

### Namensgebung
Der Handlungsort Tannbach ist ein fiktives Dorf. Der Bach, der die beiden Hälften trennt, trägt jedoch den Namen des realen Tannbachs, der mitten in Mödlareuth den Verlauf der innerdeutschen Grenze markierte.

### Drehorte

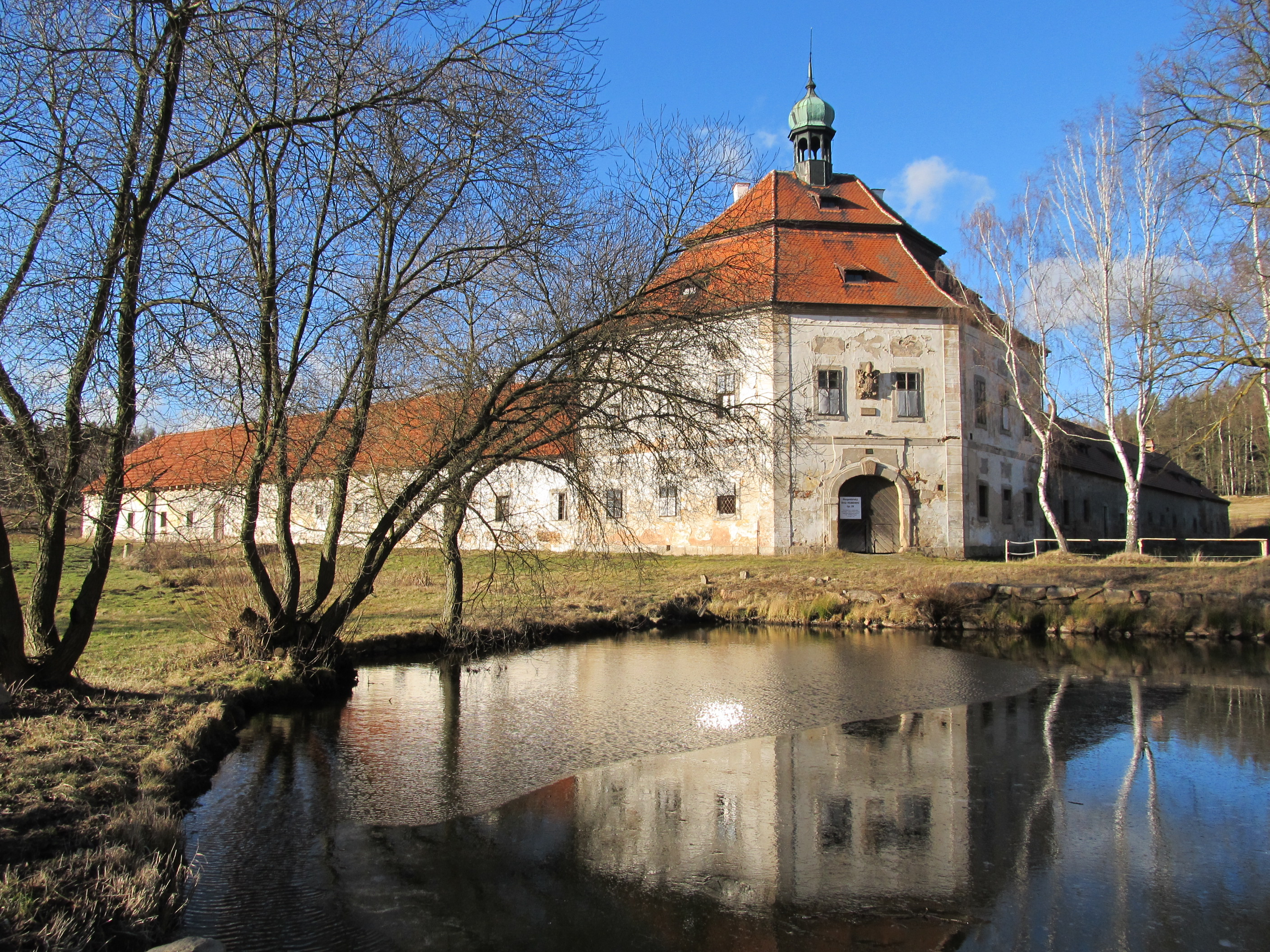
Schloss Hubenov, Drehort für Gut Striesow

Gedreht wurde der Mehrteiler hauptsächlich in Běsno (deutsch: Wießen), einem Ortsteil von Kryry (Tschechien), westlich von Prag. Als Drehort für Gut Striesow diente das Schloss in Hubenov bei Kralovice. Einige Szenen entstanden im Oberfränkischen Bauernhofmuseum Kleinlosnitz, im alten Werk der Winterling Porzellan-AG in Kirchenlamitz sowie im thüringischen Weißbach, in der Nähe des Hermsdorfer Kreuzes auf dem Rothvorwerk.

## Hauptfiguren (Auswahl)

### Georg von Striesow
Der Graf und Großgrundbesitzer kehrt zu Beginn des Films als Fahnenflüchtiger heim von der Front, schweigt aber über seine Erlebnisse. Er muss im Versteck zusehen, wie seine Frau Caroline von Striesow in den letzten Kriegstagen auf ihrem Gutshof von den Nationalsozialisten öffentlich erschossen wird, weil sie ihn nicht verraten will. Am Ende des ersten Teils wird er als Kriegsgefangener nach Frankreich deportiert und kehrt im zweiten Teil nach einem Jahr zurück. Er wird – wie alle Großgrundbesitzer, die 100 Hektar oder mehr Grundbesitz haben – entschädigungslos enteignet und ihm wird verboten, sich seinem ehemaligen Gut auf weniger als 50 Kilometer zu nähern (siehe Bodenreform in Deutschland). Am Ende des zweiten Teils flieht von Striesow in den Westen. Im dritten Teil offenbart sich seine Geschichte als Major bei der Wehrmacht. So konfrontiert der zurückgekehrte Kriegsgefangene Gustl Schober ihn mit seinen Befehlen, für Partisanenangriffe Vergeltung an der Zivilbevölkerung zu üben. Graf von Striesow bereut seine Taten und ist ein entschiedener Gegner des Sozialismus, was er häufig seiner Tochter und seinem Schwiegersohn zeigt. Sein Sohn aus zweiter Ehe, Artur, unternimmt 1968 einen Selbstmordversuch mit der Einnahme von Tabletten.

### Anna Erler, geborene von Striesow
Anna ist die Tochter von Caroline und Georg von Striesow. Nachdem ihre Mutter erschossen und ihr Vater gefangen genommen worden ist, ist sie für den Hof verantwortlich. Später wird dieser jedoch enteignet, wodurch Anna alles verliert. Sie heiratet auf ostdeutschem Gebiet den überzeugten Kommunisten Friedrich Erler, der während des Krieges Zuflucht auf dem Hof ihrer Eltern gefunden hat, und teilt dessen Ideale. Sie ist linientreue SED-Anhängerin und treibt die Zwangskollektivierung der Landwirtschaft durch die LPG in Tannbach voran. Sie leben mit dem gemeinsamen Sohn Felix und Lothar auf einem kleinen, selbst gebauten Hof, dem Erlenhof, nachdem ihr Erbe enteignet worden ist. Nach dem Tod ihres Mannes Friedrich bei einem Brand auf einem landwirtschaftlichen Betrieb wendet sich Erler freundschaftlich dem Pfarrer des Dorfes zu und lässt ihre beiden Töchter Kathrin und Charlotte taufen.

### Kathrin Erler
Kathrin Erler wohnt Anfang 1968 bei ihrer Mutter Anna Erler. Sie steht der DDR-Führung infolge des Prager Frühlings kritisch gegenüber und ist ebenso gegenüber ihrer Mutter kritisch eingestellt.

### Felix Erler
Felix Erler ist der Sohn von Anna und Friedrich Erler. Er dient Anfang 1968 bei der Nationalen Volksarmee und versucht zu desertieren, da er den Einmarsch in die Tschechoslowakei zur Niederschlagung der aufkommenden Demokratisierungsbestrebungen (Prager Frühling) und als Folge einen Krieg befürchtet. Er findet kurzfristig Unterschlupf bei Pastor Herder, wird aber von seiner Mutter bei der Polizei gemeldet und in Haft genommen. Er wird zu einem Jahr Kasernenarrest verurteilt.

### Liesbeth Erler
Liesbeth Erler ist Schneiderin. Während des Krieges rettete sie den jungen Juden Lothar Erler, indem sie ihn als ihr eigenes Kind ausgab. Mit Lothar und ihrem leiblichen Sohn Friedrich Erler ist sie aus Berlin geflohen und fand im Striesow-Hof Zuflucht. Sie hat aber zu viel erlebt, um noch an Ideale zu glauben. Eine Szene im Film zeigt sie in der Auseinandersetzung mit ihrem Sohn, in dem sie ihm vorhersagt, dass auch das kommunistische Ideal, wie einst das völkische, zur Hölle statt zum Himmel werden wird. Ihren Mut beweist sie im lebensgefährlichen Schmuggeln lebensnotwendiger Güter über die Zonengrenze. Sie verlässt im zweiten Teil die sowjetische Zone und geht als Schneiderin nach New York, kommt aber zur Taufe ihres Enkels Felix Erler zurück nach Ostdeutschland. Da die Taufe in der Tannbacher Kirche auf westdeutschem Boden stattfindet, bleibt sie nach der Taufe auf dieser Seite der Grenze, da sie, im Gegensatz zu ihrem Sohn und ihrer Schwiegertochter, begründete Angst vor einer Verhaftung bei Rückkehr in die DDR hat.

### Friedrich Erler
Der Sohn von Liesbeth Erler ist ein junger Mann, der von Berlin mit seiner Mutter und Lothar Erler nach Tannbach geflohen war. Hier lernt er seine spätere Frau Anna von Striesow kennen, mit der er drei Kinder haben wird. Im Zuge der Bodenreform in der sowjetischen Besatzungszone werden ihm fünf Hektar Land zugeteilt, die zum ehemaligen Besitz der von Striesows gehörten. Friedrich, der vor allem durch Konrad Werner Gefallen am neuen System findet, ist von den Idealen des Kommunismus noch überzeugt. Während seine Mutter Liesbeth Erler in den Kriegsjahren gelernt hat, dass zu hohe Ideale eher die Hölle als den Himmel darstellen, eifert er noch dieser Überzeugung nach. Bei einem Brand auf einem landwirtschaftlichen Betrieb im Ostteil des Dorfes kommt Friedrich 1960 ums Leben.

### Lothar Erler
Lothar ist der jüdische Ziehsohn von Liesbeth Erler und pflegt zu Friedrich ein brüderliches Verhältnis. Er hat seine Eltern im Konzentrationslager Auschwitz verloren. Bei der Bodenreform erhält er fünf Hektar Land für sich, das er mit Friedrichs Ackerland zusammenlegt. Sie bauen darauf den „Erlerhof“. Lothar ist später als Schmuggler und Fluchthelfer aktiv. Er ist ein sehr beliebter Mensch und wird von fast allen gemocht. Am Ende des dritten Teils wird er bei einem illegalen Grenzübertritt erschossen. Von offizieller ostdeutscher Seite heißt es, dass die westdeutschen Grenzschutztruppen ihn getötet hätten. In diesem Glauben werden auch Friedrich und seine Frau Anna Erler gelassen.

### Hilde Vöckler
Hilde schämt sich, dass ihr unehelicher Sohn Horst, dessen Vater Franz Schober ist, die Gräfin Caroline von Striesow ermorden ließ. Als er einige Wochen nach Kriegsende in das Dorf zurückkehrt, verrät sie ihn an die amerikanischen Besatzer. Sie möchte gegen Franz Schober aussagen, wird aber von Adolph Herrmann daran gehindert. Sie beherbergt Anna von Striesow, als diese eigentlich ihr ehemaliges Gut verlassen müsste, und wird Geliebte von Konrad Werner, als dieser nach Anna sucht. Sie eröffnet eine Pension, die Flüchtlinge beherbergt, bis ihr das von Adolph Herrmann verboten wird. Daraufhin arbeitet sie im Dorfladen. Da Hilde als „politisch unzuverlässig“ eingeschätzt wird, wird sie am Ende des dritten Teils mit anderen Bewohnern durch die „Aktion Ungeziefer“ zwangsumgesiedelt. In den 1950er Jahren arbeitet sie als Näherin in einem Werk in Ost-Berlin, das für das Versandunternehmen von Striesows arbeitet. Sie wird von der Stasi verhaftet, weil sie eine Kollegin deckt, die Sabotage in dem Werk begangen hat.

### Horst Vöckler
Der junge SS-Untersturmführer Horst Vöckler wird von seinem Vater Franz Schober aufgefordert, ein Exempel am desertierten Graf Striesow zu statuieren. Als er auf dem Gutshof ankommt, sieht er, dass die Gräfin weiße Laken aufhängen lässt, um vor den herannahenden amerikanischen Truppen zu kapitulieren. In den letzten Kriegsminuten, ehe die amerikanische Armee das Dorf erreicht, lässt er die Gräfin erschießen. Später flieht er und versteckt sich in der Nähe des Dorfes, wird aber von seiner Mutter Hilde Vöckler verraten und von der amerikanischen Armee gefangen genommen. Horst Vöckler, in den 1950er Jahren inzwischen vom Nazi zum BND-Agenten geworden, führt eine heimliche Beziehung mit Walter Imhoff, den er liebt. Anfang der 1960er Jahre wird er von einer Hotelbesitzerin wegen „Unzucht“ (Verstoß gegen § 175 StGB, den „Schwulenparagraph“) angezeigt und von der Polizei verhaftet. In den folgenden Jahren lebt er in Südamerika und kehrt 1968 nach Deutschland zurück, um seine Mutter aus der Haft in Ostdeutschland zu befreien.

### Franz Schober
Franz Schober, der selbst nach der Niederlage noch Adolf Hitler mit in sein Tischgebet einschließt und Mitglied der NSDAP seit 1929 war, stiftet zunächst seinen unehelichen Sohn Horst Vöckler an, für Ordnung zu sorgen, kooperiert anschließend mit der amerikanischen Besatzungstruppe und wird später von den Russen vor dem Lager bewahrt. Nach einer Grenzkorrektur findet er sich mit dem Hof seiner Familie auf der Westseite wieder. Er ist der Prototyp eines Opportunisten, der sich einer Strafe entziehen kann. Er ist Vorsitzender eines Vertriebenverbandes und erkennt die Oder-Neiße-Grenze nicht an, sondern verlangt die Grenze von 1937. 1968 erleidet Franz Schober einen Schlaganfall.

### Kathi Schober
Die Gattin von Franz Schober begegnet den politischen Ansichten ihres Mannes mit Skepsis und kommentiert diese immer wieder lakonisch. Nach Schließung der Grenze betätigt sie sich als Schmugglerin. Die Schikanen von Franz und Heinrich Schober gegen Heinrichs Frau Theresa und ihre uneheliche Tochter Christa trägt sie nicht mit, ordnet sich jedoch ihrem Mann unter. Nachdem ihr Gatte einen Schlaganfall erleidet, weigert sie sich ihn zu pflegen und wendet sich von ihm ab. Obwohl sie weitgehend unpolitisch bleibt, siedelt sie 1968 in den Ostteil des Dorfes über, um ihren Lebensabend an der Seite ihrer Cousine Gerda Mayer zu verbringen.

### Heinrich Schober
Der Sohn von Franz Schober wird wegen seiner Körperbehinderung von seinem Vater nie voll anerkannt, entwendet dessen Parteibuch und erpresst sich damit das Hoferbe. Er weiß, dass Theresas erstes Kind nicht von ihm ist, aber er lässt den französischen Kindsvater laufen, als sein Vater Franz ihn erschießen will. Er rettet seine Frau Theresa und seine Eltern vor der Deportation, weil er einige Grundstücke vor der Bodenreform verschenkt, so dass der Hof kleiner als 100 Hektar ist, aber mit 85 Hektar immer noch viel größer als die fünf Hektar, die die Neubauern bei der Bodenreform zugeteilt bekommen.

### Konrad Werner
Er ist ein aus der Sowjetunion zurückgekehrter Kommunist und wird Geliebter von Hilde Vöckler. Als Landrat hat er die Obergewalt über das Dorf auf ostdeutscher Seite. Er wirkt vor allem bei der Bodenreform, also der Enteignung der Großgrundbesitzer mit, wird jedoch als Idealist mit menschlichen Regungen zum Ende des dritten Teils zunehmend von Adolph Herrmann, einem Apparatschik der Stasi abgelöst, der vor dem Krieg Mitglied der NSDAP war.

### Theresa Schober, geborene Prantl
Als sie ein Kind von einem französischen Kriegsarbeiter erwartet, heiratet sie den körperbehinderten Heinrich Schober, obwohl sie ihn nicht liebt, damit sie und ihr Kind Christa versorgt sind, und bekommt noch ein Kind, Emil, mit ihm. Das Verhältnis zum Schwiegervater bleibt angespannt und sie gibt Georg von Striesow heimlich das von Heinrich entwendete Parteibuch von Franz Schober, um ihn als alten Nazi zu enttarnen. Durch die Heirat wird sie zur Westbürgerin, während ihr Vater Hubertus Karriere bei den DDR-Grenztruppen macht und den Bau des Grenzzauns leitet. Im Jahre 1960 verliert sie ihren kleinen Sohn Emil, der beim Spielen eine Handgranate entdeckt. 1968 beschließt sie Franz Schober, der einen Schlaganfall hatte, zu pflegen.

### Altbauer Otto Mader
Als Großbauer sträubt er sich gegen die Enteignung und den Beitritt zur LPG. Durch ihn erfährt Friedrich, wer seinen Bruder wirklich getötet hat. 1960 steckt er seinen Hof in Brand und begeht Suizid. Der ihm zur Hilfe eilende Friedrich Erler kommt ebenso in dem Feuer ums Leben.

### Rosemarie von Striesow, geborene Czerni
Die Ost-Berlinerin lernt im noch frei zugänglichen West-Berlin Georg von Striesow kennen und folgt ihm nach West-Tannbach. Als in der Ostzone aufgewachsene Frau befremden sie die patriarchalen Sitten im Westen; so befremdet es sie, dass sie als unverheiratete Frau nicht eingestellt wird oder ohne die Erlaubnis ihres Mannes nicht arbeiten darf. Das Versandunternehmen für Textilien lernt durch ihre Vermittlung, dass man in der „Zone“ billiger produzieren kann. Czerni heiratet Georg von Striesow und arbeitet erfolgreich am wirtschaftlichen Erfolg des Versandunternehmens in den 1950er Jahren und Anfang der 1960er Jahre. In den folgenden Jahren beginnt sie ein heimliches Verhältnis mit dem Reporter Gustl Schober. Sie arbeitet in all den Jahren als Stasi-Agentin im Striesow-Konzern, da sie wegen ihres Bruders Kurt erpresst wird, dessen Leben sie schützen will.

### Wolfgang Herder
Herder ist Pastor und aus Überzeugung in den Osten gewechselt. Die Dorfkirche liegt auf der bayerischen Seite, und so muss er in Tannbach eine neue Kirche errichten, wenn er eine christliche Gemeinde aufbauen will. Nach dem Tod Friedrichs findet Anna Erler durch ihn im Glauben Halt.

### Christa Schober
Christa ist die uneheliche Tochter von Theresa Schober und dem französischen Kriegsarbeiter Philippe, der während des Krieges als Knecht auf dem Striesow-Hof gearbeitet hat. Sie erfährt zu Beginn der zweiten Staffel, dass Heinrich Schober nicht ihr leiblicher Vater ist. Als der ihr zur Aufsicht überlassene jüngere Bruder Emil durch einen Unfall mit einer im Wald deponierten Handgranate ums Leben kommt, wird sie für seinen Tod mitverantwortlich gemacht. Nach einer handgreiflichen Auseinandersetzung mit ihrem Stiefvater und wiederholt unangepasstem Verhalten wird sie der Fürsorgeerziehung überstellt. 1968 wohnt sie wieder bei ihrer Familie und arbeitet in der Gastwirtschaft. Sie ist seit 1967 mit Walter Imhoff, dem ehemaligen Geliebten von Horst Vöckler, verheiratet.

### Gustl Schober
Er ist der Lieblingssohn seines Vaters Franz Schober und der einzige Sohn, auf den dieser stolz ist. Als Reporter schreibt er über die Stay-behind-Organisation der NATO und wird von seinem Halbbruder Horst Vöckler, inzwischen vom Nazi zum BND-Agenten geworden, aufgefordert, dies zu unterlassen. Vöckler droht ihm mit Schwierigkeiten, doch Gustl lässt sich nicht entmutigen und kündigt an, notfalls seine Recherchen dem Spiegel vorzulegen.

### Walter Imhoff
Als Hitlerjunge war Walter zunächst an der Verteidigung Tannbachs gegen die amerikanische Armee beteiligt. Später wird er Teil der bayerischen Grenzpolizei und erschießt ungewollt einen Freund, der als Grenzpolizist für die Sowjetische Besatzungszone arbeitet und den er für einen russischen Soldaten auf amerikanischem Besatzungsgebiet hält. Als Teil der westlichen Grenztruppen wachsen in ihm die Zweifel an seiner Tätigkeit. Er ist heimlicher Geliebter von Horst Vöckler, wendet sich aber später von ihm ab und heiratet Christa Schober.

## Rezeption
Die ersten drei Teile erreichten bei der Erstausstrahlung 2015 im Schnitt je 6,55 Millionen Fernsehzuschauer.
FAZ-Rezensent Michael Hanfeld urteilte 2015: „... fünf Stunden Geschichtsfernsehen, bei dem man am Ende tatsächlich eine Ahnung davon bekommt, wie nicht nur der Eiserne Vorhang fiel, sondern eine Mauer in den Köpfen entstand. Es ist aber leider nur eine Ahnung.“
Auf Kritik, insbesondere in Franken, stieß die Verwendung des oberbayerischen statt des ostfränkischen Dialekts im Film, da sich auf bayerischer Seite der thüringisch-bayerischen Grenze Oberfranken und nicht Oberbayern befindet.

## Auszeichnungen
Bambi-Verleihung 2015
- Bambi für Henriette Confurius in der Kategorie „Schauspielerin National“
- Nominierung für Jonas Nay in der Kategorie „Schauspieler National“

Auszeichnung der Deutschen Akademie für Fernsehen 2015
- Gerhard Zeiss & Silka Lisku für das Maskenbild
- Fabian Römer für die Musik

Bayerischer Fernsehpreis 2015
- Sonderpreis an die Produzenten Gabriela Sperl, Quirin Berg und Max Wiedemann[12]
- Nominierung an Henriette Confurius als beste Schauspielerin in den Kategorien „Fernsehfilme / Serien und Reihen“
- Nominierung an Jonay Nay als bester Schauspieler in den Kategorien „Fernsehfilme / Serien und Reihen“[13]

Shanghai International TV Festival 2015
- Magnolia Award für die beste ausländische Fernsehserie

Deutscher Fernsehpreis 2016
- Auszeichnung für Jonas Nay in der Kategorie „Bester Schauspieler“ (ebenfalls für seine Rolle in Deutschland 83)
- Nominierung für Henriette Confurius in der Kategorie „Beste Schauspielerin“
- Nominierung für Fabian Römer in der Kategorie „Beste Musik“
- Nominierung für Gabriele Binder (Kostüm) und Knut Loewe (Szenenbild) in der Kategorie „Beste Ausstattung“

Jupiter-Wahl 2016
- Bester deutscher TV-Spielfilm

Banff World Media Festival 2016
- Rockie Award in der Kategorie „Drama Series“[14]

Festival de Télévision de Monte-Carlo 2016
- Bester Fernsehfilm[15]